# Buster Larsen
Buster Larsen, född Axel Landing Larsen 1 september 1920 i Köpenhamn i Danmark, död 18 december 1993 i Köpenhamn, var en dansk skådespelare. Larsen är bland annat känd för rollen som den jovialiske grishandlaren Oluf Larsen i Matador 1978-1982.

## Filmografi urval
- 1944 – Åtta ackord
- 1959-1961 - Cirkus Buster (TV-serie)
- 1959 – Vi är tokiga allihop
- 1962 – Den kära familjen
- 1964 – Don Olsen kommer til byen
- 1976 – Dynamitgubbarna
- 1978–1982 – Matador - (TV-serie)
- 1981 – Jeppe på bjerget
- 1984 – Busters verden
- 1987 – Pelle Erövraren
- 1991 – Krumborgs